# José Morales Robles
José Morales Robles (Jaén, 28 de octubre de 1881 - París, 1938) fue un impresor, periodista y político español.

## Biografía
Nacido en Jaén el 28 de octubre de 1881, desde temprana edad trabajó en la Impresión gráfica. Ello le llevaría a afiliarse a la Federación Gráfica de Unión General de Trabajadores (UGT), y también al Partido Socialista Obrero Español. Con los años creó una librería propia y una imprenta, «Gráficas Morales». También destacó en el ámbito periodístico local jienense. Durante varios años fue regente del diario liberal La Lealtad, y posteriormente dirigiría un diario socialista de corta existencia, El Cid. En 1918 asistió al XI Congreso del PSOE en representación de la Agrupación Socialista de Jaén. Se presentó a las elecciones generales de 1920 como candidato del PSOE por el distrito de Jaén, aunque no resultó elegido. Durante la década de 1920 mantuvo una postura crítica hacia la Dictadura de Primo de Rivera.
En 1929 fundó otro periódico, Democracia, diario del cual sería director y propietario, hasta que en 1932 cedió la propiedad del mismo a sus trabajadores. En las elecciones municipales de 1931 obtuvo acta concejal en el Ayuntamiento de Jaén. Posteriormente desempeñaría el cargo de alcalde de Jaén en varias ocasiones. Coincidiendo con la proclamación de la Segunda República, Morales Robles ya es uno de los principales líderes socialistas jienenses. En las elecciones generales de 1931 y obtuvo acta de diputado por la circunscripción de Jaén. Se mantuvo como diputado en Cortes hasta 1933. Durante los hechos revolucionarios de 1934 fue detenido y posteriormente desterrado a Zuheros (Córdoba). Ocuparía nuevamente el cargo de alcalde de Jaén tras la victoria del Frente Popular en 1936.
Se trasladó a Francia poco antes del comienzo de la guerra civil. Falleció en 1938, aunque existen varias versiones contradictorias en torno al lugar.